# Tropische spruw
Tropische spruw  (of Indische spruw, aphthae tropicae, psilosis) is een aandoening van de dunne darm waarbij chronische diarree en malabsorptie van voedingsstoffen op de voorgrond staan. Vooral de opname van foliumzuur en vitamine B12 is verminderd.

## Diagnose
Verschijnselen zijn gewichtsverlies, dunne ontlasting, bloedarmoede en ontstekingen van het mondslijmvlies. De diagnose kan gesteld worden bij patiënten met buikklachten en malabsorptie die wonen in, of op vakantie zijn geweest in de tropen. Bovendien moet er afwijkingen aan het dunnedarmslijmvlies worden gevonden, die niet kunnen verklaard op basis van een andere aandoening. Hiervoor dienen dus andere oorzaken te worden uitgesloten.

## Etiologie
De oorzaak van tropische spruw is niet geheel duidelijk. Mogelijk wordt het veroorzaakt door een darminfectie met coliforme bacteriën. Het gegeven dat tropische spruw te behandelen is met breedspectrumantibiotica ondersteunt deze theorie.